# (14519) Ural
(14519) Ural est un astéroïde de la ceinture principale.

## Description
(14519) Ural est un astéroïde de la ceinture principale. Il fut découvert le 8 octobre 1996 à La Silla par Eric Walter Elst. Il présente une orbite caractérisée par un demi-grand axe de 3,20 UA, une excentricité de 0,15 et une inclinaison de 2,4° par rapport à l'écliptique.

## Compléments